# Liste der Brücken über den Sernf
Die Liste der Brücken über den Sernf enthält die Sernf-Brücken von der Quelle oberhalb von Elm bis zur Mündung in die Linth bei Schwanden.

## Brückenliste
25 Brücken überspannen den Fluss: 12 Strassenbrücken, 6 Fussgänger- und Velobrücken, 4 Feldwegbrücken, 2 Rohrleitungsbrücken und eine temporäre Notbrücke.
| Bild | Name                           | Ort       | Lage | Funktion                                                                            | Konstruktion      | Material    | Länge in m | Höhe m ü. M. | Bemerkungen |
| ---- | ------------------------------ | --------- | ---- | ----------------------------------------------------------------------------------- | ----------------- | ----------- | ---------- | ------------ | --- |
|      | Stäfeli-Brücke                 | Elm       |      | Strassenbrücke (einspurig)                                                          | Balkenbrücke      | Beton       | 17         | 1094         | Verbot für Motorwagen, Motorräder und Motorfahrräder: Zufahrt nur für Berechtigte Wanderweg |
|      | Nüen-Brücke                    | Elm       |      | Strassenbrücke (einspurig)                                                          | Balkenbrücke      | Beton       | 11         | 996          | Verbot für Motorwagen, Motorräder und Motorfahrräder: Zufahrt nur für Berechtigte Wanderweg |
|      | Goppel-Steg                    | Elm       |      | Strassenbrücke (einspurig)                                                          | Balkenbrücke      | Beton       | 11         | 973          | Verbot für Motorwagen, Motorräder und Motorfahrräder: Zufahrt nur für Berechtigte Wanderland-Route 55 Via Suworow (Etappe 10 Elm – Pigniu) Langlaufen-Route 230 Loipe Elm |
|      | Unterbach-Brücke               | Elm       |      | Strassenbrücke (einspurig)                                                          | Balkenbrücke      | Stahl Holz  | 15         | 962          | Allgemeines Fahrverbot: Zufahrt nur für Berechtigte Wanderweg |
|      | Untertal-Brücke («Müslibrugg») | Elm       |      | Strassenbrücke (einspurig) mit schmalem Trottoir und Rohrleitung an der Brückenwand | Balkenbrücke      | Stahl Beton | 28         | 956          | Höchstgeschwindigkeit 30 km/h Veloland-Route 83 Suworow-Route (Etappe 2 Glarus – Elm) Wanderland-Route 1 Via Alpina (Etappe 3 Weisstannen – Elm), Route 55 Via Suworow (Etappe 10 Elm – Pigniu) und Route 73 Sardona-Welterbe-Weg (Etappe 5 Sardonahütte – Elm und Etappe 6 Elm – Flims) |
|      | Aeschen-Steg                   | Elm       |      | Feldwegbrücke                                                                       | Balkenbrücke      | Stahl Holz  | 24         | 937          | |
|      | Schwändi-Brücke                | Elm       |      | Strassenbrücke (einspurig)                                                          | Balkenbrücke      | Stahl Beton | 17         | 931          | Verbot für Motorwagen, Motorräder und Motorfahrräder: Zufahrt für Berechtigte Wanderweg |
|      | Rohrträger-Übergang            | Elm       |      | Rohrleitungsbrücke                                                                  |                   | Stahl       | 50         | 910          | |
|      | Britteren-Brücke               | Matt      |      | Strassenbrücke (einspurig)                                                          | Balkenbrücke      | Stahl Holz  | 18         | 870          | Verbot für Motorwagen, Motorräder und Motorfahrräder: Zufahrt nur für Berechtigte Mindestabstand für Lastwagen: 20 m Höchstgewicht 16 t |
|      | Steg bei Grueben               | Matt      |      | Fussgängerbrücke mit Holztor                                                        | Hängebrücke       | Stahl Holz  | 22         | 855          | Privater Übergang |
|      | Sernftalstrasse-Brücke         | Matt      |      | Strassenbrücke (zweispurig) mit Trottoir 422                                        | Bogenbrücke       | Stein Beton | 44         | 835          | Die einbogige Brücke wurde 1978 erstellt. Höchstgeschwindigkeit 60 km/h AS-Buslinie 541 (Schwanden – Elm) |
|      | Obere Allmeind-Brücke          | Matt      |      | Feldwegbrücke mit Holzboden                                                         | Fachwerkbrücke    | Stahl       | 24         | 829          | Die Brücke wurde 2022 saniert. Allgemeines Fahrverbot Veloland-Route 83 Suworow-Route (Etappe 2 Glarus – Elm) Wanderland-Route 55 Via Suworow (Etappe 10 Elm – Pigniu) |
|      | Obere Sand-Brücke              | Matt      |      | Feldwegbrücke                                                                       | Balkenbrücke      | Stahl Holz  | 23         | 817          | Eine kantonale Pegel- und Abflussmessanlage befindet sich bei der Brücke. |
|      | Mattlaui-Brücke                | Engi      |      | Strassenbrücke (einspurig)                                                          | Balkenbrücke      | Beton       | 17         | 797          | Verbot für Motorwagen, Motorräder und Motorfahrräder: Ausgenommen Berechtigte Wanderweg |
|      | Eggenblanggen-Steg             | Engi      |      | Fussgänger- und Velobrücke                                                          | Balkenbrücke      | Stahl Holz  | 18         | 784          | Veloland-Route 83 Suworow-Route (Etappe 2 Glarus – Elm) Wanderland-Route 55 Via Suworow (Etappe 10 Elm – Pigniu) |
|      | Unterengi-Brücke               | Engi      |      | Strassenbrücke (einspurig) mit Werkleitungen                                        | Trogbrücke        | Stahl Beton | 30         | 768          | Die Brücke wurde 2009/10 erstellt im Hinblick auf die Erneuerung einer Kraftwerksanlage und die damit verbundene Erschliessung der Baustelle durch Schwerverkehr. Sie ersetzte eine Stahlfachwerkbrücke. Verbot für Motorwagen, Motorräder und Motorfahrräder: Ausgenommen Berechtigte Veloland-Route 83 Suworow-Route (Etappe 2 Glarus – Elm) Wanderland-Route 55 Via Suworow (Etappe 10 Elm – Pigniu) |
|      | Rohrleitungsbrücke             | Engi      |      | Rohrleitungsbrücke                                                                  | Balkenbrücke      | Stahl       | 28         | 768          | |
|      | Wehrsteg                       | Engi      |      | Werkbrücke                                                                          | Balkenbrücke      | Stahl       | 24         | 767          | Das Kleinwasserkraftwerk Mühlebach II wurde 2018 in Betrieb genommen. |
|      | Engi-Brücke («Suwarow-Brücke») | Engi      |      | Strassenbrücke (einspurig)                                                          | Stein-Bogenbrücke | Stein       | 31         | 762          | Die schützenswerte Doppelbogenbrücke mit Mittelpfeiler wurde 1591 erstellt. Sie ersetzte einen Holzübergang. Das Bauwerk wurde in den 1960er Jahren restauriert und 2022 saniert. Wanderweg Der Übergang führt u. a. zum Klettergarten Aterästei. |
|      | Verlassener Fussgängersteg     | Sool      |      | Fussgängerbrücke                                                                    | Balkenbrücke      | Stahl       | 30         | 623          | Die Brücke führt über eine kleine Insel. Hinweistafel: Brücke gesperrt! Einsturzgefahr |
|      | Soolstegbrücke                 | Sool      |      | Feldwegbrücke                                                                       | Balkenbrücke      | Holz Stahl  | 23         | 580          | Die offene Sprengwerkbrücke wurde 2006 erstellt. Sie ersetzte eine Stahlbogenbrücke von 1912. Verbot für Motorwagen, Motorräder und Motorfahrräder: Ausgenommen mit Bewilligung der Korporation Veloland-Route 83 Suworow-Route (Etappe 2 Glarus – Elm) Wanderland-Route 55 Via Suworow (Etappe 10 Elm – Pigniu)                                                                                        |
|      | Steg bei Kraftwerkszentrale    | Schwanden |      | Fussgängerbrücke                                                                    | Balkenbrücke      | Stahl       | 30         | 531          | Die Brücke wurde 2020 erstellt. Der private Übergang führt von der Sernf-Niederen-Kraftwerkszentrale im Herren zur Doppelpower-Wasserfassung an der Sernftalstrasse. |
|      | Temporäre Notbrücke            | Schwanden |      | Strassenbrücke (zweispurig)                                                         | Fachwerkbrücke    | Stahl       | 37         | 531          | Die Notbrücke Mabey-Johnson über die Sernf im von Erdrutschen betroffenen Gebiet ist im Oktober 2023 vom Militär errichtet worden. Die sechs Meter breite Brücke hat eine Tragfähigkeit von 40 Tonnen und kann somit auch von Lastwagen und schwere Baumaschinen befahren werden. Höchstgeschwindigkeit 10 km/h                                                                                         |
|      | Herren-Steg                    | Schwanden |      | Fussgängerbrücke mit Rohrleitungen unterhalb der Fahrbahn                           | Fachwerkbrücke    | Stahl       | 36         | 531          | Rund 200 m flussabwärts befindet sich eine kantonale Pegel- und Abflussmessanlage. |
|      | Plattenaustrasse-Brücke        | Schwanden |      | Strassenbrücke (zweispurig) mit Trottoirs                                           | Balkenbrücke      | Beton       | 25         | 520          | AS-Buslinie 544 (Schwanden – Kies) Mountainbike-Route 306 Fryberg Bike (Schwanden – Schwanden) Wanderweg |